# Нюхальний тютюн

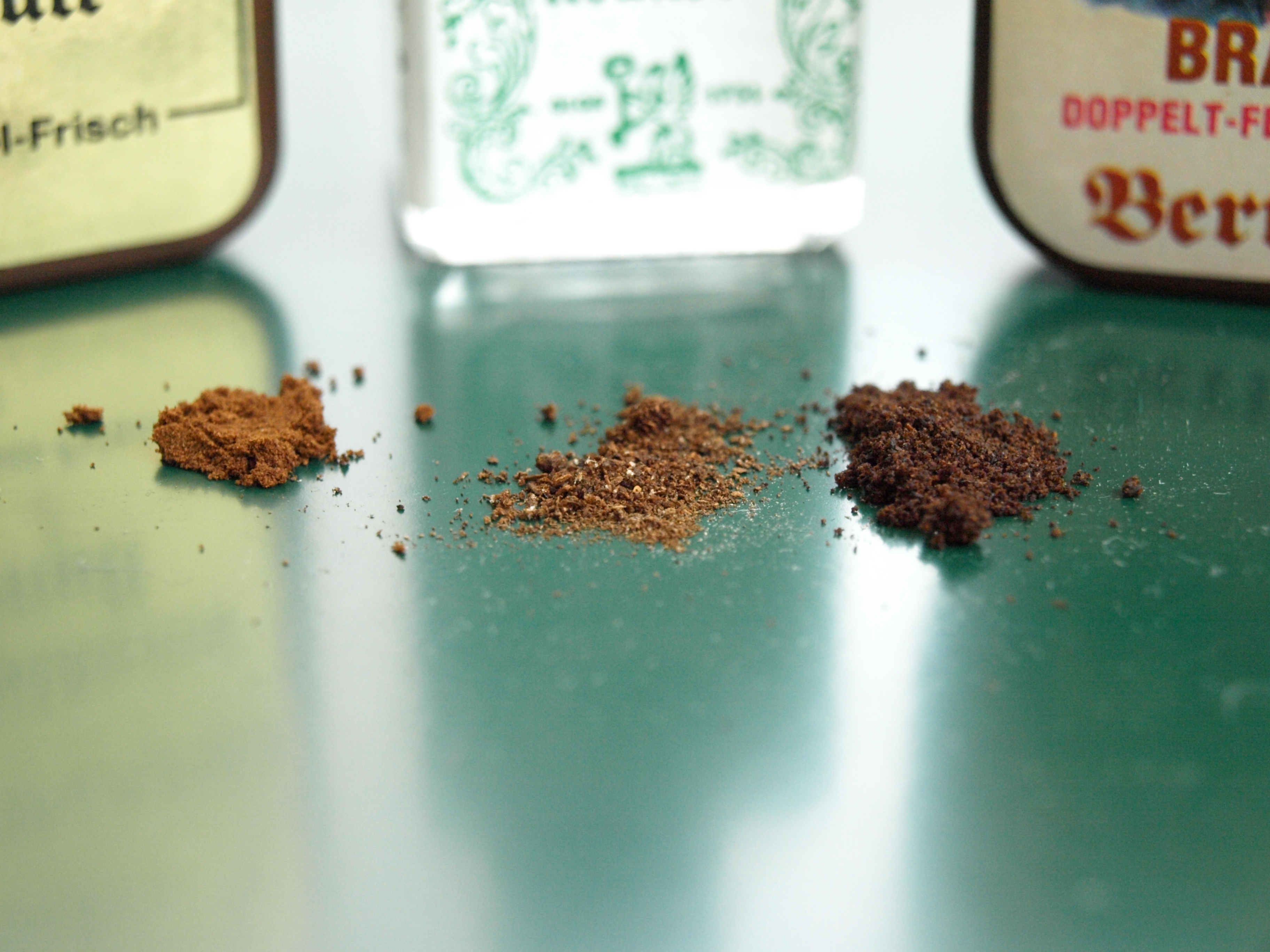
Нюхальний тютюн

Нюхальний тютюн, також таба́ка (заст. укр. каба́ка) або снаф (англ. snuff) — бездимний тютюн, що викликає нікотинову залежність. На відміну від насваю, легалізований у багатьох країнах.

## Характеристика

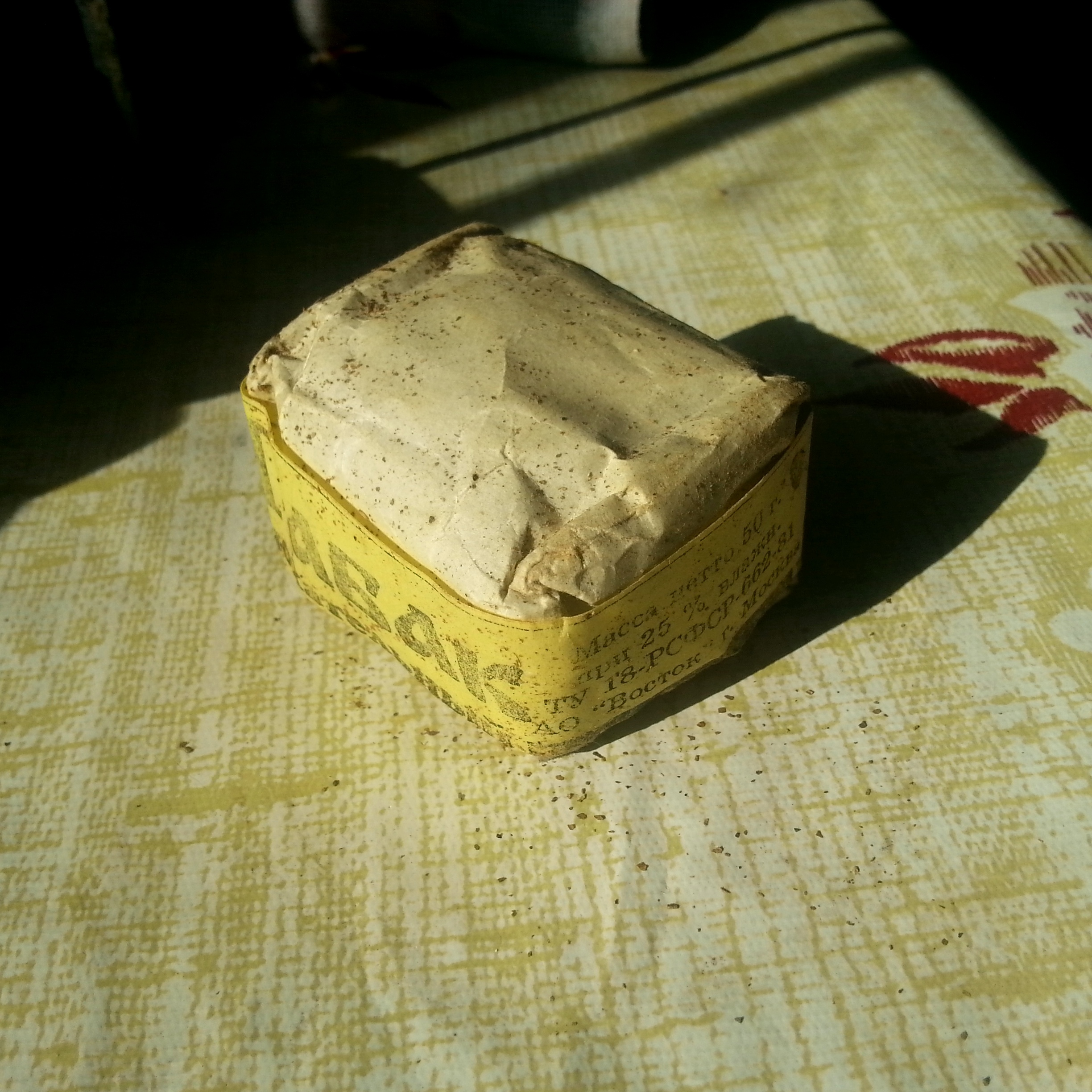
Упаковка нюхального тютюну російського виробництва

- Табака — це нюхальний тютюн; він може бути як не ароматизованим, так і містити добавки камфори, ментолу, евкаліпта, ванілі, вишні, апельсина та ін. Зазвичай дуже сильно подрібнений (до стану пудри).

Дозволений на території багатьох країн, таких, як Нідерланди, Білорусь, Болгарія, Україна, Росія та багатьох інших.

## Сухий снаф (нюхальний тютюн)
Основна діюча речовина снафу — нікотин. При вживанні снафу загальна доза нікотину, яка надходить в організм, вища, ніж від викуреної сигарети. При цьому в кров нікотин з частинок нюхального тютюну через слизову носа потрапляє повільніше, ніж з диму через легені. Люди, які вживають бездимний тютюн, рідше схильні до ракових захворювань легенів, ніж курці, але частіше, ніж люди, які взагалі не вживають тютюнових виробів. 

### Де купити
У наш час існують спеціальні тютюнові магазини, в яких можна придбати нюхальний тютюн сухого і вологого типу.

### Наслідки вживання нюхального тютюну
Ефект настає через 1 — 4 хвилини залежно від дози і стажу вживання, і триває від 15 до 30 хвилин. У того, хто вжив, починається запаморочення, сила якого також залежить від стажу і дози вживання. Розширення зіниць і уповільнена реакція — типові ознаки вживання нюхального тютюну. Починається печіння в слизовій оболонці носа. При передозуванні можливі блювотні реакції, «трясучка» в нижніх і верхніх кінцівках.

### Історія

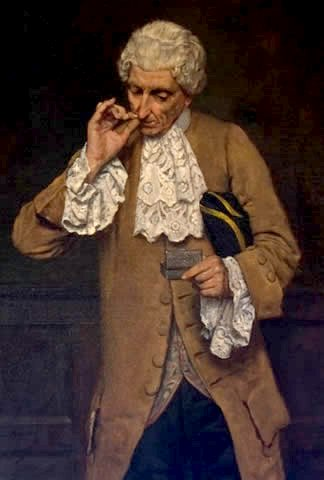

У вищому суспільстві звичка нюхати тютюн була поширена в XVIII—XIX століттях.
Тютюн нюхали як чоловіки, так і жінки різного віку. Любителі користувалися табакерками, які виготовлялися з різних матеріалів, часто з використанням золота і дорогоцінних каменів. Про популярність цього виду розваги свідчить те, наскільки часто табакерки ставали нагородними подарунками від імператорів підданим.
Етнограф XIX століття О. В. Терещенко розповідає: «Нюхальний тютюн увійшов до вживання під ім'ям тютюнового порошку. Ймовірно, нюхання не скоро б поширилося, якби не пішли заборони і переслідування. Заборона настала після забобонного переказу, принесеного в Росію деякими грецькими ченцями, що тютюн є пекельне зілля, і хто його вживає, той знається з нечистою силою. Є навіть книга під назвою „Мир с Богом“, в якій між іншим сказано, що той, хто вживає тютюн позбавляється благословення Божого. Ця рослина там названа проклятою і богомерзькою».
Далі Терещенко розмірковує про шкоду тютюну: "Нюхальний тютюн хоча й не отруює настільки, як курильний, проте він вельми шкідливий: позбавляє нюху, шкодить смаку, вчиняє роздратування у волосяних судинах, утворює носову течію, примножує відділення слизу й заподіює часті нежиті. Від непомірного нюхання настає запалення мокротної перетинки, і вона покривається виразками, які часто перетворюються на рак. Якби охочі до нюхального тютюну знали, що обличчя швидше покривається зморшками, губи сохнуть, ніс і верхня губа пухнуть і сама життєва діяльність мертвіє, то звичайно ж відмовилися б від нюхання. Нема нічого прикрішого, ніж дивитися, як жінки віддаються нюханню, особливо якщо бачиш красуню, оточену роєм шанувальників і створену для одних поцілунків. Буало добре висловився щодо цього:
|                 | І змушує своїх коханців, занадто слабих на шлунок, побоюватися її поцілунків, пропаханих часником і тютюномОригінальний текст (фр.) Et fait a ses amants, trop faibles d'estomac, Redouter ses baisers, plein d'ail et de tabac |
| — Нікола Буало, | |

.

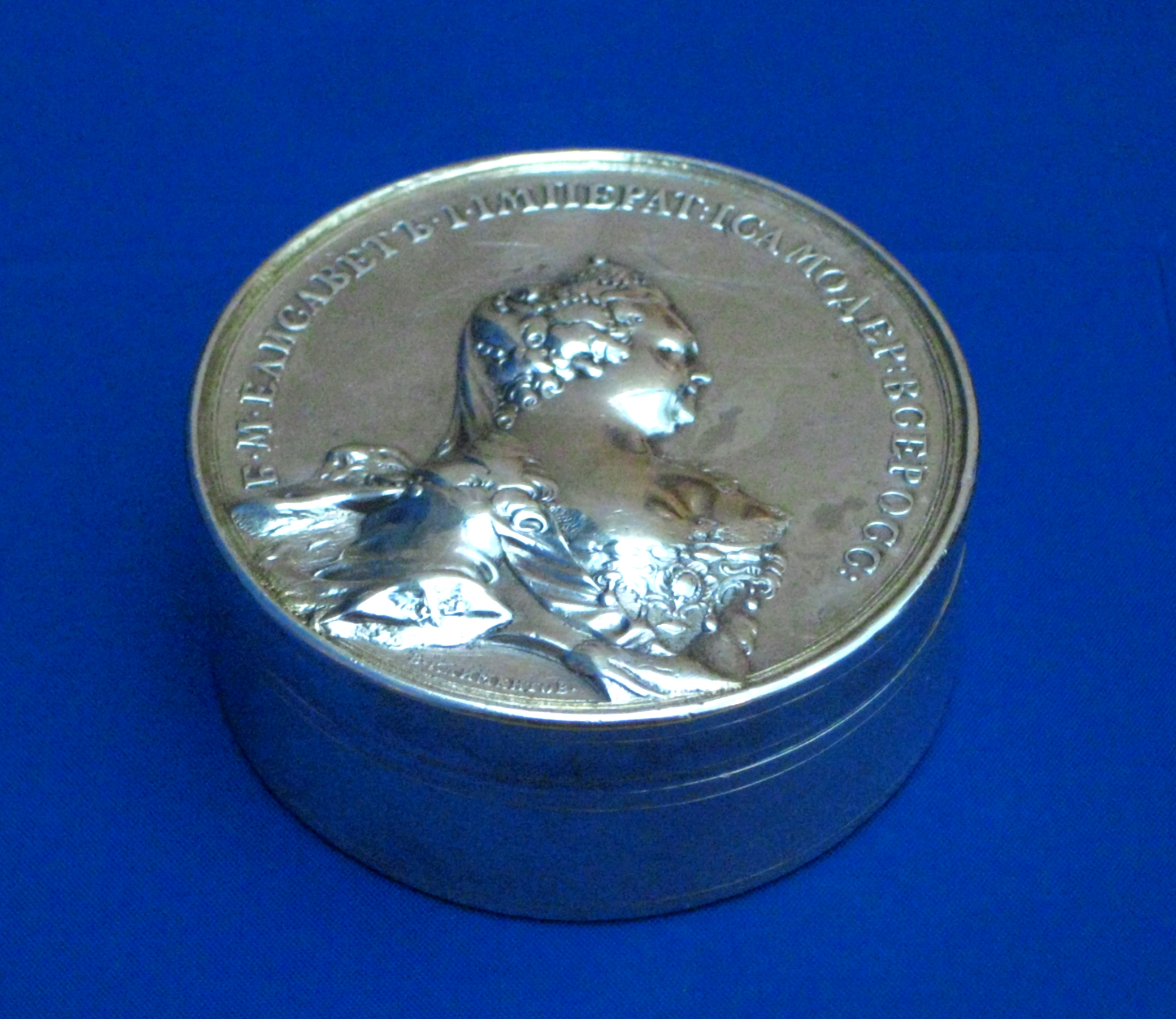
Табакерка з портретом Єлизавети
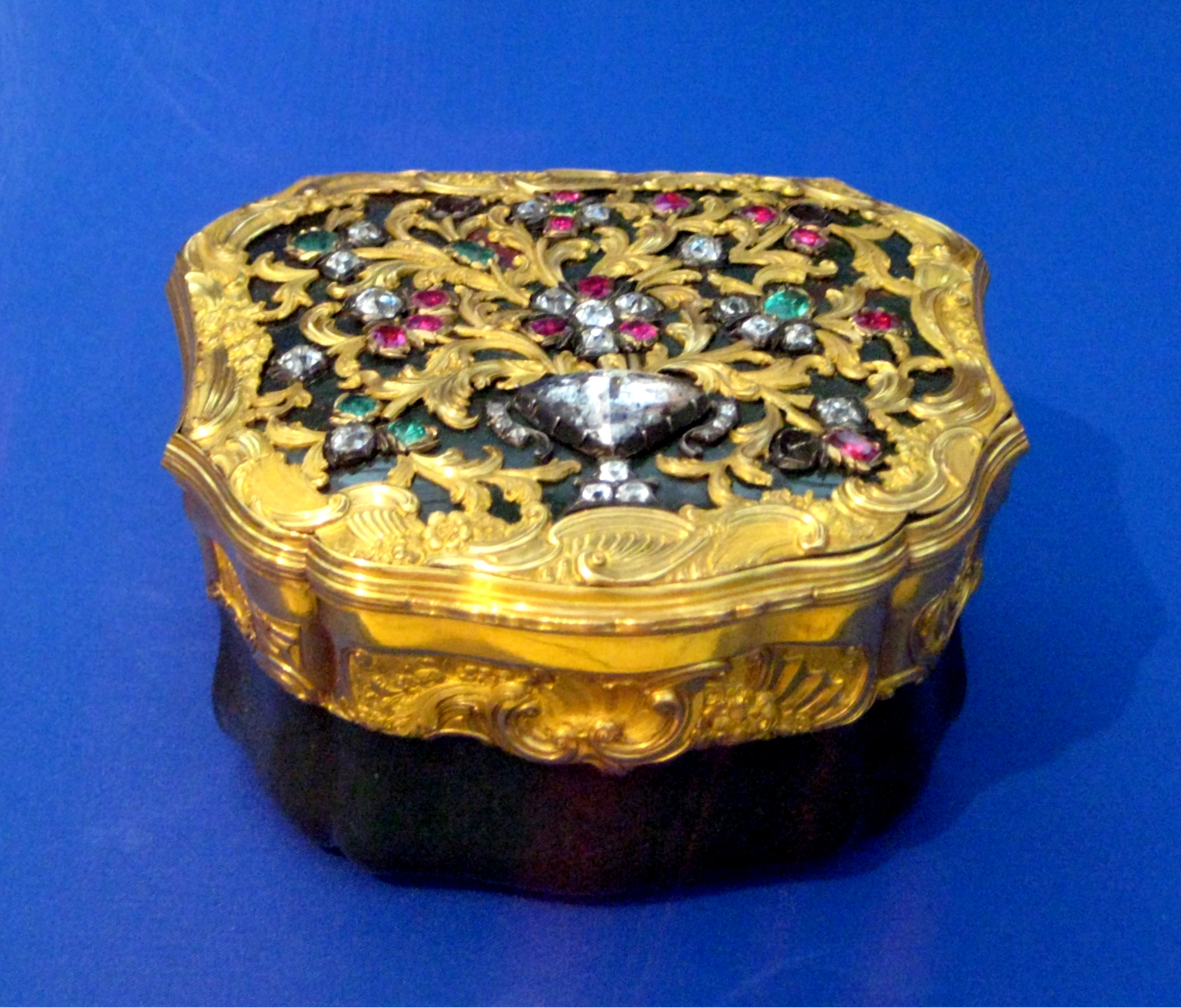
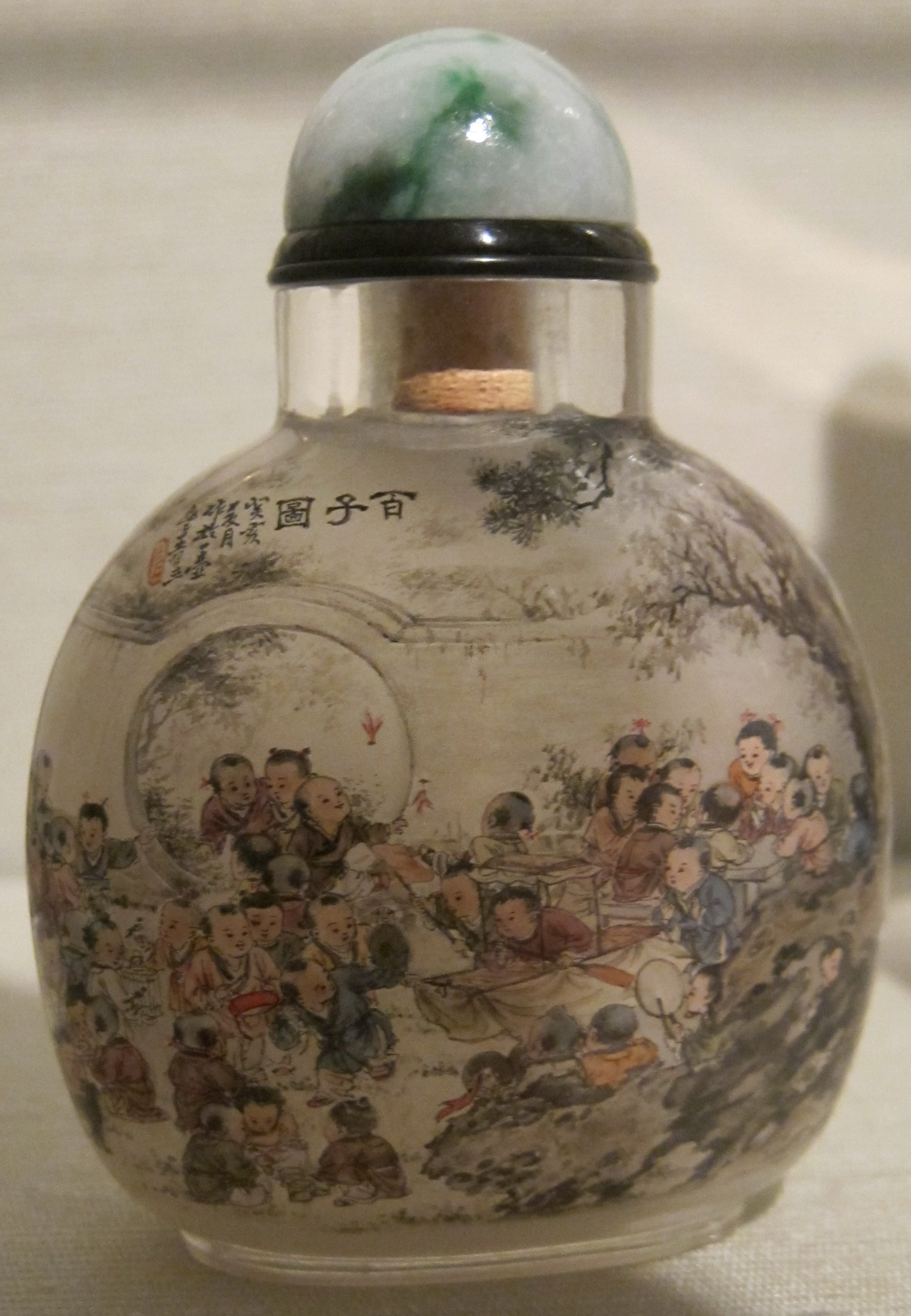
Тютюнова пляшечка (Китай)

В Азії аналогом табакерки стали маленькі пляшечки з кришками на зразок аптечних пляшечок (англ. snuff bottle), в яких зберігали сухий нюхальний тютюн.

## Вологий снаф

### Американський вологий снаф
Вологий снаф був дуже популярний у південних штатах США серед ковбоїв і сільського населення. Його виробляють з темних видів тютюну, висушених з використанням вогневого сушіння. Після цього тютюнову масу подрібнюють, у неї додають цукор, потім масу піддають процесу штучного старіння.
Основні марки: «Gletscherprise» (Pöschl Tabak, Німеччина), «Gawith Apricot» (Pöschl tabak, Німеччина), «Medicated 99» (Wilson, Велика Британія), Ozona (Pöschl tabak, Німеччина), «Lotzbeck» (три різновиди — з ванільним ароматизатором, «бразильська суміш» і «ментолова суміш»). Зазвичай продається в дископодібних упаковках вагою 5 — 10 грам.